# Individuella idrottsutövare i olympiska sommarspelen 2000
Deltagare från det nyligen självständiga Östtimor deltog vid de olympiska spelen 2000 i Sydney under namnet Individuella olympiska idrottsutövare och under den olympiska flaggan. Truppen bestod av fyra deltagare, tre män och en kvinna, men ingen av deltagarna erövrade någon medalj.